# Scientométrie
 (14 mars 2025).
Motif : L'articulation avec Bibliométrie ne semble pas avoir été achevée, sections vides à revoir
La scientométrie est la science de la mesure et l'analyse de la science. Elle est souvent en partie liée avec la bibliométrie et peut être considérée à la fois comme une réduction et une extension de celle-ci. Réduction puisqu’elle n’applique les techniques bibliométriques qu’au champ des études de la science et de la technologie, en comptabilisant les publications scientifiques. Extension puisqu’elle n’analyse pas seulement les publications mais également des financements, ressources humaines, brevets, etc.

## Histoire de la discipline
Les premiers travaux de bibliométrie et de scientométrie remontent au début du XXe siècle. Alfred Lotka, Samuel Bradford ou George Kingsley Zipf, énoncent leurs lois entre 1926 et 1935. Mais ce n’est qu'à partir de 1950 que Derek John de Solla Price fonde véritablement la discipline en théorisant et mettant en pratique l’utilisation des articles scientifiques comme indicateurs quantitatifs de l’activité de recherche. Dans la même période, Eugene Garfield développe l’idée d’utiliser les citations présentes dans les articles scientifiques, c’est-à-dire les renvois faits à d’autres articles, pour lier les articles entre eux. Le premier volume du Science Citation Index voit le jour en 1963.

## Principaux indicateurs
Les indicateurs décrits ci-dessous peuvent s’appliquer à différentes échelles : micro (un chercheur, un groupe), meso (un département, une université) ou macro (une région, un pays, un continent). Ces différentes catégories sont comprises sous l’appellation « unité ».

### Indicateurs bibliométriques
Les indicateurs bibliométriques cherchent à quantifier la production des articles et communications scientifiques. On distingue notamment des indicateurs de production et des indicateurs d'impact.
Voir Les principaux indicateurs bibliométriques.

### Indicateurs de moyens
Les indicateurs de moyens (inputs) sont des indicateurs scientométriques non bibliométriques. Ils s’appuient sur des données de budgets et de ressources humaines obtenues à l’échelle meso ou macro, en particulier sous l’égide de l’OCDE.

#### DIRD et DNRD
La DIRD est la dépense intérieure de recherche et développement. La DIRD correspond à la R&D exécutée en France quelle que soit l’origine des financements (publics ou privés, français ou étrangers). On note DIRDA la R&D exécutée par les administrations, DIRDE celle par les entreprises.
La DNRD est la dépense nationale de recherche et développement en France. Elle correspond au financement, par des entreprises ou des administrations françaises, des travaux de recherche réalisés en France ou à l’étranger. On note DNRDA les dépenses des administrations, DNRDE celles des entreprises.
La différence entre la DNRD et la DIRD correspond au flux de financement vers l’étranger : organisations internationales telles que l'Organisation européenne pour la recherche nucléaire (CERN) ou l’Agence spatiale européenne (ESA), Programme-cadre pour la recherche et le développement technologique (PCRD).

#### Crédits budgétaires publics de R&D
Les crédits budgétaires publics de R&D (CBPRD) sont la part du budget de l’État affectée à la R&D. Cette mesure est utilisée dans les pays de l’OCDE. Elle est définie de la manière suivante :

« Les CBPRD couvrent non seulement la R&D financée par l’État et exécutée dans des établissements publics, mais également la R&D financée par l’État et exécutée dans les trois autres secteurs nationaux (entreprises, institutions privées sans but lucratif, enseignement supérieur) et aussi à l’étranger (y compris les organisations internationales). »

## Utilisation de la bibliométrie et de la scientométrie
Voir Les usages de la bibliométrie

### Évaluer les performances
Un des usages importants de la scientométrie est qu’elle permet d’évaluer les performances quantitatives (production, impact, collaboration, etc.) d’un chercheur, d’une institution ou d’un état au niveau scientifique. Cela peut mener à des comparaisons dans le temps (évolution), ou encore des comparaisons entre les différentes parties prenantes (palmarès des universités, classement des pays, etc.). Par exemple, outre le nombre (absolu) de publications et de citations, l’indice h est une façon utilisée pour quantifier la productivité et l'impact d'un scientifique. Un chercheur avec un Indice h a publié h articles qui ont été cités au moins h fois. Cet indicateur est souvent utilisé dans le recrutement ou la promotion des chercheurs. Bien que cet indice soit généralement utilisé pour les individus, il peut aussi être extrapolé à des niveaux supérieurs (groupes de recherche, universités, états). L’utilisation d’un indice facilite la comparaison entre les entités. Par contre, tout comme les autres indicateurs, l’indice h doit être utilisé en connaissance de ses limites (voir la section Critiques de indice h). Un autre moyen d’évaluer les performances d’une institution avec la scientométrie est de calculer, simplement, le nombre moyen de citations par articles produits par ses chercheurs, ou encore, pour un pays, le nombre de publications dans des revues internationales par million d’habitants.

### Rôle politique
Son importance politique découle du fait qu’il est généralement reconnu que le développement et la croissance économique et sont étroitement liés à l'innovation, au progrès technologique et à la recherche et développement. Ainsi, il est supposé dans la littérature que le PIB des pays soit une fonction linéaire ou exponentielle de leurs publications scientifiques. Par contre, d’autres études suggèrent qu’il ne s’agirait pas réellement d’un lien de cause à effet, et que les subventions pour la R&D ne dépendraient pas des besoins réels, mais seulement que les pays riches peuvent se permettre de dépenser plus, tandis que les pays pauvres n'ont que peu de moyens à consacrer à la recherche scientifique. La scientométrie permet aussi aux gouvernements d’évaluer des politiques scientifiques qu’ils ont mises en place par le passé, et éventuellement les réajuster si les résultats escomptés ne sont pas au rendez-vous. Finalement, elle peut servir à déceler les domaines scientifiques en croissance rapide ou d’intérêt stratégique, dans le but de favoriser l’innovation technologique dans ces secteurs, soit en y investissant davantage, ou encore en encourageant les jeunes chercheurs de ce domaine, bien qu'ils aient des indicateurs de performances plus faibles par exemple. 

### Une science pure
Outre étudier les acteurs eux-mêmes de la recherche (chercheurs, institutions, états, etc.), la scientométrie s’intéresse aussi aux caractéristiques de la recherche elle-même. Par exemple, elle peut servir à cartographier les domaines de recherche émergents et à suivre l’évolution des disciplines scientifiques. Certaines disciplines se transforment énormément avec le temps, d’autres tendent à disparaitre, d’autres naissent. Cela reflète le dynamiste de la recherche scientifique. Par exemple, une analyse effectuée sur la recherche d’information (sujet primaire) a démontré une évolution du paysage scientifique de ce domaine au cours de trois décennies, passant d'une attention particulière portée à la recherche sur les systèmes, le stockage et l'éducation (sujets secondaires) dans les années 1980, à une recherche sur les bases de données, les interfaces utilisateur et les services d'information dans les années 1990, et finalement à une recherche sur le Web dans les années 2000. Par contre, cette mouvance peut aussi être associée aux changements dans le langage de classification, qui n’est pas associé à une évolution des thèmes scientifiques étudiés, mais plutôt à des changements linguistiques, voir sociolinguistiques. 
Étudier les caractéristiques intrinsèques de la recherche sert aussi à venir moduler et contextualiser les performances purement quantitatives. Par exemple, il fut démontré que tous les domaines ne citent pas de la même manière. Certaines disciplines scientifiques comme la médecine et l'ingénierie citent des articles de recherche plus récents, tandis que d'autres comme les arts et les sciences humaines, l'économie et les mathématiques citent des recherches plus anciennes. Certaines auront atteint un pic de citation après deux ans (le facteur d'impact calculé pour les revues scientifiques s’appuie généralement sur les citations reçues dans le deux années précédentes), tandis que d’autres prendront jusqu’à cinq, dix, voire même 15 ans pour atteindre l’apogée de citation. Cela démontre l’importance de contextualiser et de mettre en relief les données obtenues par des outils développés en scientométrie. 
L’accord, ou le désaccord en science sont aussi un sujet intéressant que la scientométrie permet d’analyser. Cela vient toucher au fondement même de la démarche scientifique, qui est de remettre en question. Dans l’ensemble, le niveau de désaccord a été observé plus élevé dans les sciences sociales et humaines, et le plus faible dans les mathématiques et l’informatique.

## Acteurs
Voir Les usages de la bibliométrie

## Critique des indicateurs quantitatifs
Voir Les critiques de la bibliométrie